# Indiamba wirrawilla
Indiamba wirrawilla är en insektsart som beskrevs av Rentz, D.C.F. 2001. Indiamba wirrawilla ingår i släktet Indiamba och familjen vårtbitare. Inga underarter finns listade i Catalogue of Life.